# Karosa C 744
Karosa C 744 je meziměstský kloubový autobus, který vyráběla společnost Karosa Vysoké Mýto v letech 1988–1992 (funkční vzorek již roku 1983).

## Konstrukce
Autobus C 744 je konstrukčně odvozen od standardní linkové verze Karosa C 734. Cílem byla maximální unifikace se všemi vozy nové řady 700, což umožňovalo lepší dostupnost náhradních dílů. C 744 je třínápravový autobus s polosamonosnou karoserií panelové konstrukce. Skládá se ze dvou částí, které jsou navzájem spojeny kloubem a krycím měchem. Hnací náprava (zadní) je poháněna motorem, který se nachází za ní, pod podlahou salonu pro cestující. Přední náprava LIAZ má nezávisle zavěšená kola, střední a zadní nápravy jsou tuhé a pochází od maďarské firmy Rába. Pro cestující jsou určeny troje dvoukřídlé výklopné dveře přibližně stejné šířky. V přední článku se nacházejí dveře dvoje, třetí jsou umístěny za kloubem. Sedačky v interiéru vozu jsou rozmístěny 2+2 se střední uličkou.

## Výroba a provoz
Rozhodnutí o výrobě kloubového autobusu československé výroby padlo na začátku 80. let 20. století. V té době byly do Československa dováženy maďarské vozy Ikarus 280. Tento typ byl poměrně spolehlivý, problémy ale byly s náhradními díly, které musely být dodávány opět až z Maďarska. První autobus C 744 (funkční vzorek) byl vyroben roku 1983, v roce 1986 následovaly 3 prototypy, roku 1987 pětikusová ověřovací série a sériová výroba začala na konci roku 1988. Do roku 1992, kdy byla produkce těchto autobusů ukončena, vyrobila Karosa 324 těchto vozů (včetně prototypů a funkčního vzorku).
Autobusy C 744 byly určeny především pro podniky ČSAD, které je nasazovaly na kratší meziměstské tratě, kde byly potřebné kapacitnější vozy. Nicméně některé vozy se objevily i na běžných linkách MHD (např. v Ostravě nebo Bratislavě). V roce se již s autobusy řady C 744 v pravidelném provozu nesetkáme, v České republice poslední dojezdil na konci roku 2019 u dopravce ČSAD Autobusy Plzeň, na Slovensku pak koncem roku 2018 u společnosti Eurobus na linkách MHD ve Spišské Nové Vsi, oba tyto autobusy byly v posledních letech pouze záložní vozidla.

## Podtypy
- Karosa C 744.00 (pouze funkční vzorek)
- Karosa C 744.20
- Karosa C 744.24
- Karosa C 744.1902

## Historické vozy
- občanské sdružení Za záchranu historických autobusů a trolejbusů Jihlava (1 vůz)
- Technické muzeum v Brně (1 vůz, původně DPÚK)
- soukromý sběratel (prototyp CK-6, nachází se na Slovensku)
- soukromý sběratel (ex Veolia Transport Morava, nachází se na Slovensku)
- Autobusy VKJ (ex Dopravní podnik města Hradce Králové)
- soukromý sběratel (1 vůz původně, Veolia Transport Východní Čechy)
- Veteráni dopravní techniky z.s. (1 vůz, ČSAD Střední Čechy)
- soukromý sběratel na Slovensku (vůz ex. Eurobus Spišská Nová Ves)